# Episodi di Beverly Hills 90210 (quarta stagione)
La quarta stagione della serie televisiva Beverly Hills 90210 è andata in onda in prima visione negli Stati Uniti dall'8 settembre 1993 al 25 maggio 1994 sul network Fox.
In Italia è stata trasmessa su Italia 1 dal 21 aprile 1994 al 2 marzo 1995.
| nº | Titolo originale                            | Titolo italiano                            | Prima TV USA      | Prima TV Italia   |
| -- | ------------------------------------------- | ------------------------------------------ | ----------------- | ----------------- |
| 1  | So Long, Farewell, Auf Wiedersehen, Goodbye | Ciao, ciao Brenda                          | 8 settembre 1993  | 21 aprile 1994    |
| 2  | The Girl From New York City                 | La ragazza di New York                     | 15 settembre 1993 | 26 aprile 1994    |
| 3  | The Little Fish                             | Bentornata Brenda                          | 22 settembre 1993 | 26 aprile 1994    |
| 4  | Greek To Me                                 | Piccole grandi scelte                      | 29 settembre 1993 | 28 aprile 1994    |
| 5  | Radio Daze                                  | Vita nuova, nuovi amici                    | 6 ottobre 1993    | 5 maggio 1994     |
| 6  | Strangers In The Night                      | La prima volta di Andrea                   | 13 ottobre 1993   | 12 maggio 1994    |
| 7  | Moving Targets                              | Difesa personale                           | 20 ottobre 1993   | 19 maggio 1994    |
| 8  | Twenty Years Ago Today                      | Il ventesimo anniversario                  | 27 ottobre 1993   | 26 maggio 1994    |
| 9  | Otherwise Engaged                           | Contratto prematrimoniale                  | 3 novembre 1993   |                   |
| 10 | And Did It...My Way                         | Nozze a Las Vegas                          | 10 novembre 1993  | 15 settembre 1994 |
| 11 | Tack Back The Night                         | Riprendiamoci la notte                     | 17 novembre 1993  | 22 settembre 1994 |
| 12 | Radar Love                                  | L'incontro fortuito                        | 24 novembre 1993  | 29 settembre 1994 |
| 13 | Emily                                       | Scelte di vita                             | 1º dicembre 1993  | 6 ottobre 1994    |
| 14 | Windstruck                                  | Provaci ancora David                       | 15 dicembre 1993  | 13 ottobre 1994   |
| 15 | Somewhere In The World It's Christmas       | Natale a Beverly Hills                     | 22 dicembre 1993  | 20 ottobre 1994   |
| 16 | Crunch Time                                 | La giusta punizione                        | 5 gennaio 1994    | 27 ottobre 1994   |
| 17 | Thicker Than Water                          | Un giorno da cancellare                    | 12 gennaio 1994   |                   |
| 18 | Heartbreaker                                | Prendere o lasciare                        | 26 gennaio 1994   | 8 novembre 1994   |
| 19 | The Labors Of Love                          | Tossicomania                               | 2 febbraio 1994   | 8 novembre 1994   |
| 20 | Scared Very Straight                        | Il matrimonio di Andrea                    | 9 febbraio 1994   | 10 novembre 1994  |
| 21 | Addicted To Love                            | Novità in amore                            | 16 febbraio 1994  |                   |
| 22 | Change Partners                             | Scambio di partner                         | 23 febbraio 1994  |                   |
| 23 | A Pig Is A Boy Is A Dog                     | Difendiamo gli animali                     | 2 marzo 1994      |                   |
| 24 | Cuffs And Links                             | Manette e legami                           | 16 marzo 1994     |                   |
| 25 | The Time Has Come Today                     | I mitici anni '60                          | 23 marzo 1994     |                   |
| 26 | Blind Spot                                  | Omofobia                                   | 6 aprile 1994     |                   |
| 27 | Divas                                       | Il provino                                 | 20 aprile 1994    |                   |
| 28 | Acting Out                                  | Un ruolo per troppe                        | 27 aprile 1994    |                   |
| 29 | Truth And Consequences                      | Il prezzo del successo                     | 4 maggio 1994     |                   |
| 30 | Vital Signs                                 | Parti e... scomparti                       | 11 maggio 1994    |                   |
| 31 | Mr. Walsh Goes To Washington (Part 1 e 2)   | L'incontro con il presidente (1 e 2 parte) | 25 maggio 1994    |                   |
| 32 | Mr. Walsh Goes To Washington (Part 1 e 2)   | L'incontro con il presidente (1 e 2 parte) | 25 maggio 1994    |                   |

## Ciao, ciao Brenda
- Titolo originale: So Long, Farewell, Auf Wiedersehen, Goodbye
- Diretto da: Bill D'Elia
- Scritto da: Charles Rosin

### Trama
Le vacanze estive sono quasi finite e tutti cominciano a pensare all'università. Steve affitta una villa a Malibu per le ultime 2 settimane di vacanza e gli amici organizzano lì la festa d'addio per Brenda, decisa a tornare in Minnesota per frequentare là l'università con i suoi vecchi amici. Steve è stato accettato dall'Università della California mentre la domanda di ammissione di Dylan alla Berkeley viene respinta. Andrea ha dei ripensamenti su Yale e decide di frequentare l'Università della California per stare vicino alla nonna malata. Nella casa sulla spiaggia Brandon incontra Jill, una vecchia amica di Steve, e ne è subito attratto. L'interesse di Brandon per Jill irrita Steve, da sempre interessato alla ragazza. Kelly torna dalla Francia senza Dylan in tempo per salutare Brenda e decide di cercare un appartamento sulla spiaggia insieme a David e Donna. Arrivata in Minnesota, Brenda non si sente a suo agio nonostante la sua compagna di stanza sia la sua vecchia amica Darla.

## La ragazza di New York
- Titolo originale: The Girl from New York City
- Diretto da: Jeffrey Melman
- Scritto da: Jessica Klein

### Trama
Kelly, Donna e David si trasferiscono nell'appartamento sulla spiaggia che hanno trovato. Kelly e Dylan si riappacificano quando chiariscono che, nonostante i sospetti reciproci, nessuno dei due ha dormito con un'altra persona durante le vacanze a Parigi. I rapporti fra Brandon e Steve diventano sempre più tesi e una partita di tennis con Celeste, la ragazza di Steve, e Jill si conclude con un litigio. Dopo la partita, Brandon e Jill dormono insieme. Brenda non riesce ad adattarsi alla "vecchia" vita del Minnesota e teme di aver preso una decisione affrettata. Quando Darla la chiude fuori dalla stanza per stare con il suo ragazzo, Brenda fa le valigie e va in aeroporto.

## Bentornata Brenda
- Titolo originale: The Little Fish
- Diretto da: Gilbert M. Shilton
- Scritto da: Larry Mollin

### Trama
È la settimana per l'iscrizione ai corsi universitari e tutti devono prendere decisioni importanti. Dopo il rifiuto di Berkeley, anche Dylan decide di frequentare l'università della California mentre Kelly riesce ad entrare al corso di psicologia. Donna e David riescono ad ottenere un lavoro da DJ al campus ma il turno che gli viene affidato è massacrante: tutte le notti dalle 2 alle 6. Steve e Brandon provano ad entrare nella confraternita Epsilon Gamma mentre il ritorno a Beverly Hills di Brenda sconvolge i piani del fratello. Andrea scopre i vantaggi della sua borsa di studio (computer, stampante laser e una grande stanza nel dormitorio) e incontra Dan Rubin, il suo "consigliere" e insegnante di inglese che ha una stanza poco lontana dalla sua. Steve imbroglia al test di ammissione di matematica e riesce a saltare i corsi di matematica del 1º e del 2º anno. Josh Richland, l'editore del giornale dell'università, consiglia a Brandon di entrare in politica.

## Piccole grandi scelte
- Titolo originale: Greek to Me
- Diretto da: Bethany Rooney
- Scritto da: Chip Johannessen

### Trama
Le ragazze sono alle prese con la scelta dell'associazione universitaria a cui iscriversi. La scelta di tutte e quattro cade sull'associazione delle Alfa Omega ma quando Andrea viene messa a disagio dalle altre "sorelle" perché ebrea, le ragazze decidono di rivedere la propria decisione. Alla fine Donna e Kelly scelgono di fare domanda alle Alfa Omega mentre Brenda ed Andrea preferiscono non iscriversi a nessun'associazione. Steve invita tutti gli amici alla festa della confraternita. Brandon diventa il rappresentante delle matricole al Senato Studentesco ma quando si accorge che le sue idee non vengono neanche prese in considerazione, lascia il posto. Kelly incontra John Sears, un suo vecchio amore di cui ha un pessimo ricordo, ma il ragazzo sembra cambiato. Il lavoro notturno alla radio mette in crisi Donna e David ma i due ragazzi sono soddisfatti quando scoprono che la loro trasmissione è molto popolare.

## Vita nuova, nuovi amici
- Titolo originale: Radio Daze
- Diretto da: Richard Lang
- Scritto da: Richard Gollance

### Trama
Per festeggiare il primo giorno di lezioni le matricole organizzano un grande party in piscina. Brenda ottiene un lavoro nell'ufficio del padre che si assegna un compito semplice ma fondamentale: la ragazza deve consegnare dei contratti molto importanti. Brenda decide di fare un salto alla festa prima di consegnare i contratti ma si distrae partecipando alla gara di ballo con David e si dimentica del suo incarico. Quando Brenda corre a consegnare i contratti, è ormai troppo tardi perché gli uffici sono chiusi. Alla festa Dylan vede Kelly insieme a John Sears e, geloso, lo butta in piscina. Anche Celeste, la ragazza di Steve, si ingelosisce quando vede Steve flirtare con tutte le ragazze alla festa. Donna, esausta per il turno di notte, vorrebbe lasciare il lavoro alla radio ma quando le propongono uno spazio diurno, la ragazza accetta entusiasta. David, invece, è molto contrariato perché la proposta riguarda solo Donna: David dovrà continuare a fare il turno di notte da solo. Andrea è attratta da Dan Rubin, il suo insegnante di inglese, che però critica la poesia di Andrea davanti a tutta la classe.

## La prima volta di Andrea
- Titolo originale: Strangers In The Night
- Diretto da: James Eckhouse
- Scritto da: Jennifer Flackett

### Trama
David comincia a prendere pillole alla caffeina per restare sveglio durante il turno di notte alla radio. La convivenza con Kelly e Donna è più difficile del previsto per David perché le ragazze si lamentano del suo disordine. Brenda accetta un appuntamento al buio organizzato da suo padre ed incontra Stuart Carson, il ricco figlio ventiquattrenne di un cliente di Jim. Andrea perde la sua verginità con Dan. Kelly, attratta da John Sears, propone a Dylan di vedere altre persone. Dylan viene minacciato con una pistola da un ladro che gli ruba la sua nuova Porsche da 60.000 $.

## Difesa personale
- Titolo originale: Moving Targets
- Diretto da: Paul Schneider
- Scritto da: Larry Mollin

### Trama
Dopo la notte trascorsa insieme, Dan chiede ad Andrea di tenere segreta la loro relazione perché Andrea è una sua studentessa ma alla fine, sfidando i pettegolezzi, i due si baciano in pubblico. La storia fra Brenda e Stuart Carson va a gonfie vele e la famiglia Walsh viene invitata per un brunch nella villa di Bel Air dei Carson. Il Prof. Randall chiede a Brandon di fare da tutor a D'Shawn Hardell, una giovane promessa del basket. Nonostante le ricerche della polizia, l'auto rubata di Dylan non viene ritrovata e Dylan, ancora sconvolto dall'aggressione, decide di affittare una jeep e di procurarsi una pistola illegale per potersi difendere. Kelly continua a frequentare John Sears. David cerca di leggere tutto Moby Dick in una notte per il suo corso mentre fa da baby-sitter alla piccola Erin insieme a Donna.

## Il ventesimo anniversario
- Titolo originale: Twenty Years Ago Today
- Diretto da: James Whitmore, Jr.
- Scritto da: Jessica Klein

### Trama
Jim e Cindy Walsh organizzano una grande festa per festeggiare il loro ventesimo anniversario di matrimonio. In palestra Brandon incontra la ventisettenne Lucinda Nicholson che studia antropologia culturale. Dylan sta per sparare a Brandon con la pistola illegale che ha appena comprato quando Brandon cerca di entrare a casa di Dylan per recuperare il regalo di anniversario dei suoi genitori che aveva dimenticato lì. Dylan, sconvolto per aver quasi sparato all'amico, decide di non usare più la pistola. Steve va alla festa dei Walsh con Celeste. Alla festa Stuart chiede a Brenda di sposarlo e la ragazza accetta. Andrea mette in dubbio la sua storia con Dan quando quest'ultimo le confessa di non credere nel matrimonio e alla festa dei Walsh incontra Jesse Vasquez, un giovane barista. David e Donna fanno di nuovo da baby-sitter ad Erin quando Mel va in Messico con la sua nuova ragazza.

## Contratto prematrimoniale
- Titolo originale: Otherwise Engaged
- Diretto da: Daniel Attias & Chip Chalmers
- Scritto da: Jennifer Flackett

### Trama
Brenda scopre che Stuart vuole farle firmare un contratto prematrimoniale e sia Jim che Dylan non vogliono che Brenda si sposi. Steve tradisce Celeste con una ballerina di nome Laura Kingman. Brandon continua a fare da tutor a D'Shawn e frequenta Lucinda finché scopre che la donna è la moglie del Prof. Randall. Jackie vuole fare causa a Mel per ottenere la piena custodia di Erin ma in tribunale David difende il padre. Dopo un litigio fra David e Kelly per la causa per la custodia, Kelly lascia l'appartamento sulla spiaggia.

## Nozze a Las Vegas
- Titolo originale: And Did It... My Way
- Diretto da: Jason Priestley
- Scritto da: Richard Gollance

### Trama
Brandon è in difficoltà a fare da tutor a D'Shawn e il Prof. Randall invita entrambi a cena per parlare del problema. Brandon è a disagio perché alla cena partecipa anche Lucinda. David e Kelly propongono una tregua ai loro genitori per la battaglia sulla custodia di Erin. I genitori di Brenda e Stuart non approvano la loro decisione di sposarsi e Stuart suggerisce a Brenda di sposarsi subito a Las Vegas. Dopo aver saputo da Dylan che Stuart spaccia droga e che Stuart e Brenda stanno per sposarsi, Brandon parte per Las Vegas con tutto il gruppo per impedire il matrimonio. Andrea dà a Laura il numero di Steve ma quando la ragazza lo chiama, Steve riaggancia.

## Riprendiamoci la notte
- Titolo originale: Take Back the Night
- Diretto da: James Whitmore, Jr.
- Scritto da: Chip Johannessen

### Trama
Al campus dell'università della California la settimana è dedicata alla manifestazione "Riprendiamoci la notte" contro la violenza sulle donne e David segue la manifestazione con una diretta alla radio. D'Shawn ricatta Brandon dopo averlo visto flirtare con Lucinda durante la cena a casa del Prof. Randall e cerca di obbligarlo a fare l'esame al suo posto. Brandon lascia la città deciso a ritrovare Emily Valentine, il suo vecchio amore. Steve dice a Laura di avere una ragazza e Laura, per vendicarsi, lo accusa di averla stuprata. Celeste lascia Steve ma Kelly difende l'amico dall'accusa di Laura, parlando alla manifestazione in sua difesa. Kelly e John Sears si lasciano e Dylan aiuta Brenda a studiare per l'esame di poesia.

## L'incontro fortuito
- Titolo originale: Radar Love
- Diretto da: Paul Schneider
- Scritto da: Jessica Klein

### Trama
Gli amici decidono di non festeggiare insieme il giorno del Ringraziamento. Brandon è a San Francisco a casa di Emily. Donna va a Houston per far visita ai suoi genitori. Anche Dylan dice a Kelly che andrà a Baja ma quando Kelly arriva al pranzo del Ringraziamento a casa dei Walsh, è sorpresa di trovare anche Dylan insieme a Brenda, David, Erin e Jackie. Andrea confessa a Donna di non essere più vergine e più tardi, alla festa del Ringraziamento organizzata da Dan Rubin, incontra di nuovo Jesse e decide di dargli il suo indirizzo. Steve impedisce a John Sears di uscire con una quindicenne e Sears, furioso, gli giura vendetta.

## Scelte di vita
- Titolo originale: Emily
- Diretto da: Richard Lang
- Scritto da: Jessica Klein

### Trama
Dopo aver passato la notte insieme, Emily dice a Brandon che sta per partire per la Francia per studiare biologia marina all'Istituto Cousteau ma che non è più convinta della sua scelta dopo averlo rivisto. Brandon convince Emily a non perdere quest'opportunità unica. Le matricole delle confraternite e delle associazioni femminili devono subire scherzi per la settimana "infernale": Donna e Kelly fanno il giro del campus in pigiama, crema di bellezza e cuffia per la doccia mentre Steve si veste da donna. Come "prova" per la confraternita, Steve deve anche entrare nell'ufficio del Prof. Randall e rubare una palla da baseball di Jackie Robinson ma viene beccato dalla sicurezza. Andrea, dopo aver rotto con Dan, comincia ad uscire con Jesse. Brenda, impegnata in una commedia teatrale, dovrebbe spogliarsi e restare nuda sul palcoscenico ma non se la sente.

## Provaci ancora David
- Titolo originale: Windstruck
- Diretto da: Gilbert M. Shilton
- Scritto da: Richard Gollance

### Trama
Per festeggiare il loro anniversario, Donna e David vanno a Chinatown con Brenda, Kelly, Dylan e Brandon. Donna decide che è il momento giusto per fare l'amore con David ma proprio quella sera riceve una visita a sorpresa dei suoi genitori che trovano David mezzo nudo. Il Prof. Randall viene a sapere di Brandon e Lucinda e, per vendetta, decide di accusare Steve per il furto nel suo ufficio. Brandon però minaccia il professore di rivelare la verità su D'Shawn e il Prof. Randall è costretto a lasciar cadere le accuse su Steve. Dan prende in giro Andrea per la sua storia con Jesse, che invita la ragazza nel suo appartamento di Westwood.

## Natale a Beverly Hills
- Titolo originale: Somewhere in the World it's Christmas
- Diretto da: Bradley M. Gross
- Scritto da: Charles Rosin

### Trama
Dylan è pronto a partire per Baja per trascorrere là il Natale quando alla sua porta bussano una donna e una bambina, Suzanne ed Erica Steel. La donna afferma di essere l'ex moglie di Jack McKay e che la bambina è figlia di Jack. Steve dà una mano a Nat al Peach Pit e, vestito da Babbo Natale, porta regali ai bambini più poveri. La famiglia Walsh decide di passare il Natale alle Hawaii ma l'aereo ha dei problemi ed è costretto a tornare a Los Angeles. Andrea, ebrea, accetta di partecipare alla messa di mezzanotte con Jesse in una chiesa cattolica. David decide di rompere con Donna alla festa per il suo compleanno perché la ragazza è decisa a non copulare con lui.

## La giusta punizione
- Titolo originale: Crunch Time
- Diretto da: Les Landau
- Scritto da: Richard Gollance

### Trama
È la settimana degli esami e Brenda studia moltissimo. Dopo aver portato Erica sulle montagne russe, Dylan presta a Suzanne 5.000 dollari ma la donna si rifiuta di dare il suo numero di previdenza sociale a Jim per un controllo. David comincia a prendere droga per riuscire a studiare e condurre la trasmissione alla radio ma Kelly diventa sospettosa. In seguito ad una votazione, la confraternita decide di espellere Sears e di tenere Steve. Grazie a Brandon il Prof. Randall fa cadere le accuse contro Steve. Brandon scopre che D'Shawn si è fatto male durante una partita ma che è riuscito da solo a superare l'esame di sociologia. Dan Rubin si trasferisce dal dormitorio di Andrea. Per riconquistare David, Donna gli chiede di fare l'amore ma il ragazzo la rifiuta.

## Un giorno da cancellare
- Titolo originale: Thicker Than Water
- Diretto da: Michael Lange
- Scritto da: Lana Freistat Melman

### Trama
Steve, Donna, Brandon e Brenda vanno a sciare a Big Bear dove Donna incontra Chad, che si interessa subito a lei: Donna si rende conto di amare ancora David. Andrea fa il test HIV e scopre di essere incinta. Kelly accusa David di drogarsi: il ragazzo nega ma ruba dei farmaci dall'ufficio di suo padre. Mentre fa da babysitter ad Erin sotto l'uso di droga, David si addormenta e la bambina scappa. Jim dice a Dylan che Suzanne ha 25.000 dollari sul suo conto.

## Prendere o lasciare
- Titolo originale: Heartbreaker
- Diretto da: Paul Schneider
- Scritto da: Chip Johannessen

### Trama
Suzanne diventa una cameriera del Peach Pit grazie a Dylan. Dopo aver pensato all'aborto, Andrea dice a Jesse della gravidanza e il ragazzo ne è felice. Nat ha un attacco di cuore e deve essere sottoposto ad un'operazione di by-pass. Il cugino di Nat che possiede il 50% del Peach Pit suggerisce di vendere il locale, ma Brandon e gli altri amici decidono di prenderlo in gestione. Brenda aiuta la madre ad ambientarsi all'università. David decide di tornare con Donna. Steve copre David alla stazione radio ma fa un pessimo lavoro. Brandon viene scelto come rappresentante degli studenti per la Task Force.

## Tossicomania
- Titolo originale: The Labors Of Love
- Diretto da: Jefferson Kibbee
- Scritto da: Christine Pettit

### Trama
Dylan compra il 50% del Peach Pit dal cugino di Nat e diventa il nuovo socio di Nat. Andrea vuole abortire ma poi decide di tenere il bambino e di sposare Jesse. David viene licenziato dalla stazione radio e riesce a trovare un altro modo di avere la droga. Donna e Kelly si trasferiscono da Dylan a causa dei problemi di droga di David. Brenda, Kelly, Andrea e Donna si iscrivono al corso sul potere del femminismo di Lucinda e quando Brandon scopre del divorzio dal Prof. Randall, il ragazzo va a casa di Lucinda e la bacia. Steve comincia a lavorare al Peach Pit con Suzanne.

## Il matrimonio di Andrea
- Titolo originale: Scared Very Straight
- Diretto da: Chip Chalmers
- Scritto da: Gary Rosen

### Trama
Dopo aver rubato soldi a suo padre, David tiene nascosta della droga nel suo appartamento per il suo spacciatore ma, grazie all'aiuto di Dylan, riesce a buttarla giù nel water pochi minuti prima dell'irruzione della polizia con un mandato. Brandon e Lucinda vanno a letto insieme. Steve vuole lasciare la casa della confraternita perché i suoi compagni bevono troppo. Donna è preoccupata per David mentre Kelly dorme con Dylan. Andrea e Jesse si sposano in municipio e fanno una festa al Peach Pit: durante il party, Stuart sorprende Brenda.

## Novità in amore
- Titolo originale: Addicted To Love
- Diretto da: Les Landau
- Scritto da: Richard Gollance

### Trama
Brandon partecipa alla cena della Task Force insieme a Kelly ma Josh Richland è sospettoso sulla vita sessuale di Brandon. Così, il ragazzo comincia ad investigare, parlando con Andrea, D'Shawn, Steve e Donna. David affitta un piano e convince Kelly a tornare a vivere insieme a lui. Durante un viaggio a Palm Springs, Brenda chiude accidentalmente le chiavi dentro alla macchina di Stuart: quando Stuart le urla contro, Brenda lo lascia e chiede aiuto a Dylan per tornare a casa. Kelly è gelosa ma si accorge che la sua amicizia con Brandon sta diventando più intima. Andrea lascia studiare Steve nella sua stanza del dormitorio.

## Scambio di partner
- Titolo originale: Change Partners
- Diretto da: Bethany Rooney
- Scritto da: Chip Johannessen

### Trama
Kelly va ad un incontro per la Task Force insieme a Brandon e i due si baciano. Al meeting incontrano Clare Arnold, la figlia del rettore, che si interessa a Brandon. Brandon è preoccupato quando Josh chiede di fargli un'intervista. Lucinda vuole che Dylan finanzi il suo progetto cinematografico e cerca di sedurlo, baciandolo. Brenda e Donna trovano Rocky, un cane scappato dal laboratorio medico di Andrea. David continua a suonare il suo piano.

## Difendiamo gli animali
- Titolo originale: A Pig is a Boy is a Dog
- Diretto da: Daniel Attias
- Scritto da: Richard Gollance

### Trama
Donna decide di tenere Rocky e si unisce ad un gruppo di animalisti insieme a Brenda che adesso è diventata vegetariana. Brenda partecipa al danneggiamento del laboratorio di Andrea e viene arrestata. David dice a Donna che Rocky ha il cancro e poco dopo il cane muore. Andrea e Jesse scelgono il nome per il bambino. Steve e Brandon si allenano per il torneo padre/figlio di golf. Brandon racconta a Kelly, Brenda e Dylan della sua relazione con Lucinda. Josh Richland cerca di infangare la reputazione di Brandon. Dopo aver scoperto il bacio, Dylan prova a prendere a pugni Brandon, ma finisce con il colpire Steve quando Brandon schiva il colpo. Dylan decide di non finanziare il film di Lucinda.

## Manette e legami
- Titolo originale: Cuffs and Links
- Diretto da: Gilbert M. Shilton
- Scritto da: Jessica Klein

### Trama
Josh Richland minaccia di scrivere un articolo sulla relazione fra Brandon e Lucinda. Brenda va in prigione con una cauzione di 50.000 dollari. Kelly è sconvolta perché Dylan aiuta sempre Brenda. Steve e suo padre Rush battono Barry Bonds e suo padre al torneo di golf ma Rush ha imbrogliato. Dopo aver pulito il laboratorio distrutto, Andrea e David danno a Donna un nuovo cucciolo di nome Rocky 2. Brenda è liberata dalla prigione.

## I mitici anni '60
- Titolo originale: The Time has Come Today
- Diretto da: Jason Priestley
- Scritto da: Mick Gallinson

### Trama
Durante la pausa di primavera, tutto il gruppo va a Palm Springs, tranne Brenda che ha appena trovato nella sua camera un diario del 1968 di una ragazza di nome Wendy Edwards e si appassiona alla lettura. Leggendo il diario, immagina i suoi amici come personaggi della storia: Andrea è una hippy, Steve è Ronny e Dylan è Peter Brinkley, un ragazzo che si oppone alla guerra. David è Seth che vorrebbe copulare con Mary Anne Bailey/Donna e alla fine ci riesce. Brandon è il fratello di Wendy che muore in Vietnam e Kelly è Michelle, un'amica di Wendy che muore di overdose da LSD nel 1971. Il diario si chiude con i numeri 134, 10, 66 e 72: dopo aver incontrato la vera Wendy, Brenda scopre che i numeri erano le strade per Woodstock.

## Omofobia
- Titolo originale: Blind Spot
- Diretto da: Michael Lange
- Scritto da: Ken Stringer

### Trama
Quando l'auto di Brandon si rompe vicino ad un locale gay, lui e Steve entrano per cercare un telefono e sono sorpresi di incontrare Mike Ryan, il presidente della confraternita. Steve decide di raccontarlo ad Artie Devers e i compagni chiedono a Mike di lasciare la confraternita finché non interviene Steve. Le ragazze organizzano un set fotografico per il calendario delle Alfa e i modelli sono Brandon, Steve, Dylan, Mike e D'Shawn. In difficoltà con Mozart, David prende lezioni di piano da Holly, una ragazza cieca. La loro attrazione fa ingelosire Donna che decide di andare al bowling con D'Shawn.

## Il provino
- Titolo originale: Divas
- Diretto da: David Semel
- Scritto da: Larry Mollin

### Trama
Brenda e Laura Kingman fanno l'audizione per il ruolo della protagonista Maggie nel dramma teatrale La gatta sul tetto che scotta. Mentre Steve aiuta Laura con le prove, Kelly vuole fare il provino per la parte di May ma il regista Ray Randolph le suggerisce di provare per il ruolo di Maggie. Quando Kelly viene chiamata per un secondo provino, Brenda si infuria. Dylan incontra Kevin, il fidanzato di Suzanne, uno scienziato ambientalista. Clare approfitta dell'assenza di Jim e Cindy per entrare in casa Walsh e dopo aver baciato Brandon, si ammanetta al suo letto. Andrea entra in crisi perché i vestiti premaman di Jackie non le entrano.

## Un ruolo per troppe
- Titolo originale: Acting Out
- Diretto da: Jeffrey Melman
- Scritto da: Chip Johannessen

### Trama
Kelly impara il "Metodo" di Lee Strasberg da David e Donna ma alla fine rinuncia allo spettacolo. Brenda esce dai provini finali ma va a casa di Roy per una seconda chance. Brandon porta Clare al ballo del liceo. Jesse parte per San Francisco e Andrea pensa di avere le doglie, ma si rivelerà un falso allarme. Dylan e Kevin parlano del progetto di Kevin per pulire la baia. Brandon vede Steve e Laura che si baciano durante le prove.

## Il prezzo del successo
- Titolo originale: Truth And Consequences
- Diretto da: James Eckhouse
- Scritto da: Richard Gollance

### Trama
David e Donna insegnano a Rocky 2 a prendere il frisbee. Brenda è accusata di aver avuto un rapporto sessuale con Roy per ottenere il ruolo della protagonista e molti erroneamente credono alla brutta voce. Suzanne e Kevin annunciano il loro fidanzamento. Kevin mostra a Dylan il suo progetto che non ha abbastanza fondi e decide di abbandonare il suo lavoro da chimico. Steve trova un biglietto d'addio di Laura e lui e Brenda salvano la ragazza dal suicidio. I medici consigliano ad Andrea di riposare.

## Parti e... scomparti
- Titolo originale: Vital Signs
- Diretto da: Daniel Attias
- Scritto da: Larry Mollin

### Trama
Dylan decide di finanziare il progetto di Kevin. Brandon non trova il suo nome nella lista dei partecipanti al viaggio per Washington. Steve adora la performance di Brenda e tutto va per il meglio, ora che Laura è andata via. David suggerisce a Donna di contattare Babyface per la festa dell'università. David incontra Ariel che lo mette in contatto con un gruppo che fa uso di droghe. Andrea entra in travaglio troppo presto e la bambina prematura è in pericolo. Kelly è gelosa di Suzanne, Erica e Brenda e lei e Dylan si lasciano.

## L'incontro con il presidente (1)
- Titolo originale: Mr. Walsh Goes To Washington (1)
- Diretto da: Michael Lange
- Scritto da: Jessica Klein

### Trama
Ariel e David lavorano per l'organizzazione della festa e Donna è gelosa. Brandon va a Washington dove incontra sia Clare che Lucinda: entrambe vogliono dormire con lui ma Brandon vuole scaricarle. Andrea partorisce la piccola Hannah. Kelly dice ad Andrea di voler andare da Brandon a Washington. Dylan va al matrimonio di Kevin e Suzanne mentre Jim organizza il suo investimento. Roy offre a Brenda un posto nella Royal Academy di Arti Drammatiche di Londra.

## L'incontro con il presidente (2)
- Titolo originale: Mr. Walsh Gos To Washington (2)
- Diretto da: Michael Lange
- Scritto da: Jessica Klein

### Trama
Jesse posticipa un importante incontro di lavoro a San Francisco per i problemi di salute della piccola Hannah. Andrea è pronta a tornare a casa senza la bambina. Kelly va da Brandon e i due passano la loro prima notte insieme. Dopo aver suonato con Kenny Edwards e Babyface, David ha un rapporto sessuale con Ariel in una limousine ma Donna lo scopre e lo caccia di casa. Brenda decide di andare a Londra ma prima di partire, bacia Dylan. Kevin ruba i soldi di Dylan e porta Suzanne ed Erica in Brasile. Erica scrive un biglietto di aiuto con l'indirizzo di Dylan e lo lascia nel bagno dell'aeroporto.